# Curnovec, Brežice
Curnovec este o localitate din comuna Brežice, Slovenia, cu o populație de 111 locuitori.